# Ӹ
Ӹ, ӹ (Ы с умлаутом) — буква расширенной кириллицы. Используется в письменности горномарийского языка, где присутствует с 1929 года и является 33-й буквой алфавита, и северо-западного марийского языка, где присутствует с 1995 года и называется «Ы краткое». В обоих алфавитах обозначает звук [ɯ] — неогублённый гласный заднего ряда верхнего подъёма.

## Таблица кодов
| Кодировка | Регистр   | Десятичный код | Hex     | Двоичный код      |
| --------- | --------- | -------------- | ------- | ----------------- |
| Юникод    | Прописная | 1272           | U+04F8  | 11010011 10111000 |
| Юникод    | Строчная  | 1273           | U+04F9  | 11010011 10111001 |
| UTF-8     | Прописная | 211 184        | D3 B8   | 10011111000       |
| UTF-8     | Строчная  | 211 185        | D3 B9   | 10011111001       |
| HTML      | Прописная | &#1272;        | &#x4F8; |                   |
| HTML      | Строчная  | &#1273;        | &#x4F9; |                   |